# Lit de justice

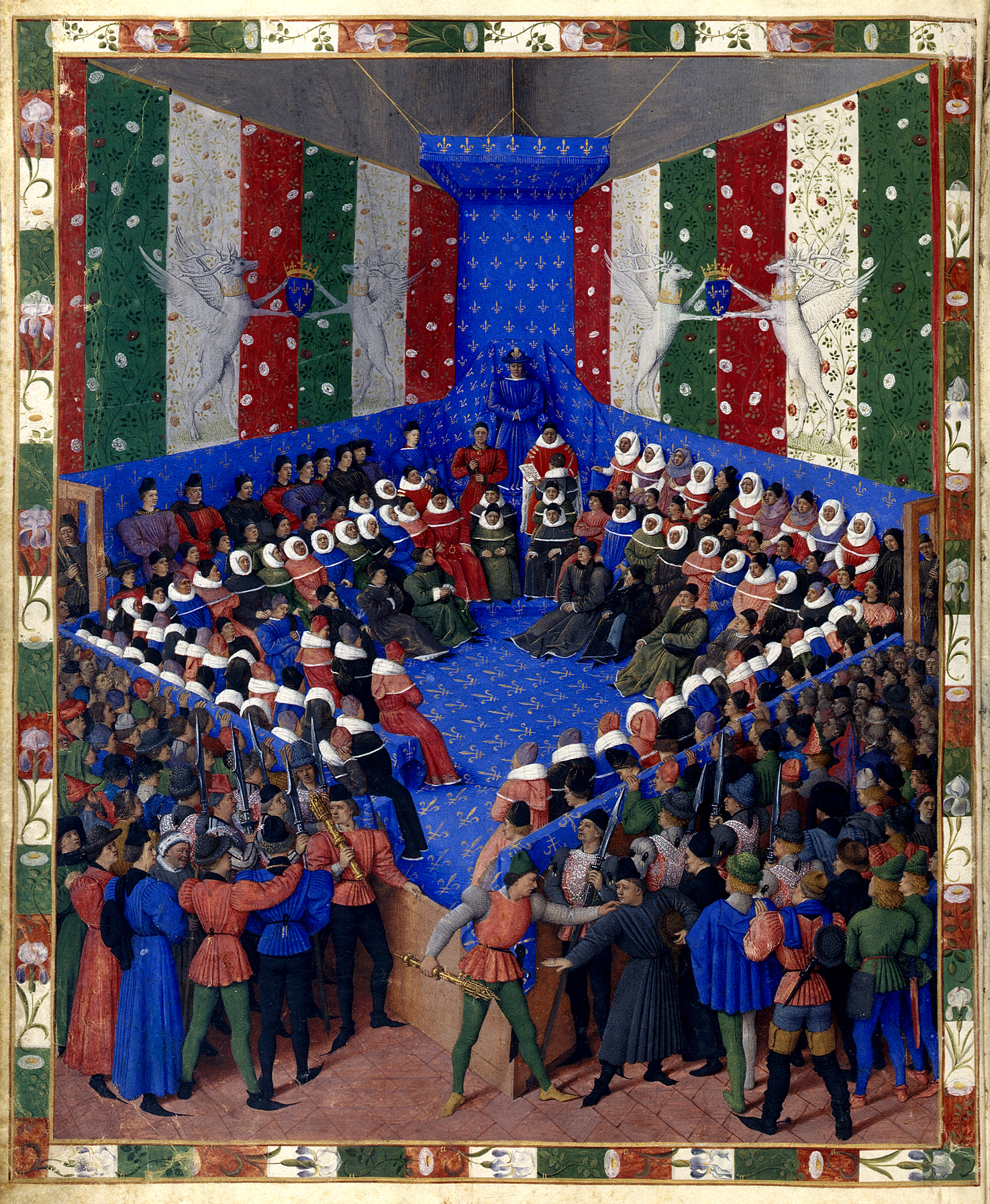
Lit de Justice van koning Karel VII in Vendôme voor het proces van hertog Jean d'Alençon (miniatuur van Jean Fouquet, ca. 1459-1460)

Een lit de justice (letterlijk vertaald 'gerechtigheidsbed') was in het Franse ancien régime een plechtige zitting van het parlement en de koning. Het waren uitzonderlijke gebeurtenissen omgeven met een imponerend ceremonieel en bedoeld om belangrijke staatszaken af te handelen, vaak met constitutionele strekking. De betekenissen en motieven waren meervoudig en evolutief. Waar de betrokkenheid van hoge magistraten in de late middeleeuwen (bv. bij een meerderjarigverklaring) eerder ondersteundend en legitimerend was, werden lits de justice vanaf eind 16e eeuw gebruikt om binnen een meer antagonistische verhouding het verzet van parlementen tegen koninklijke wetgeving te breken. Wanneer zij hun remonstrantierecht inriepen om de registratie van een edict of verordening te weigeren, kon de koning de registratie toch afdwingen door een lit de justice te houden.

## Etymologie en betekenis
De uitdrukking "lit de justice" komt voor vanaf de 14e eeuw. Het oudst bekende gebruik is in de Roman des deduis van Gace de la Buigne (ca. 1359-1377). De eigenlijke betekenis van "lit de justice" was een staatsiebed waarin de koning plaatsnam voor zekere plechtigheden of ceremonieel, een soort verhoogde zitplaats onder baldakijn. Door metonymie ging het duiden op de plechtigheid zelf. 

## Geschiedenis

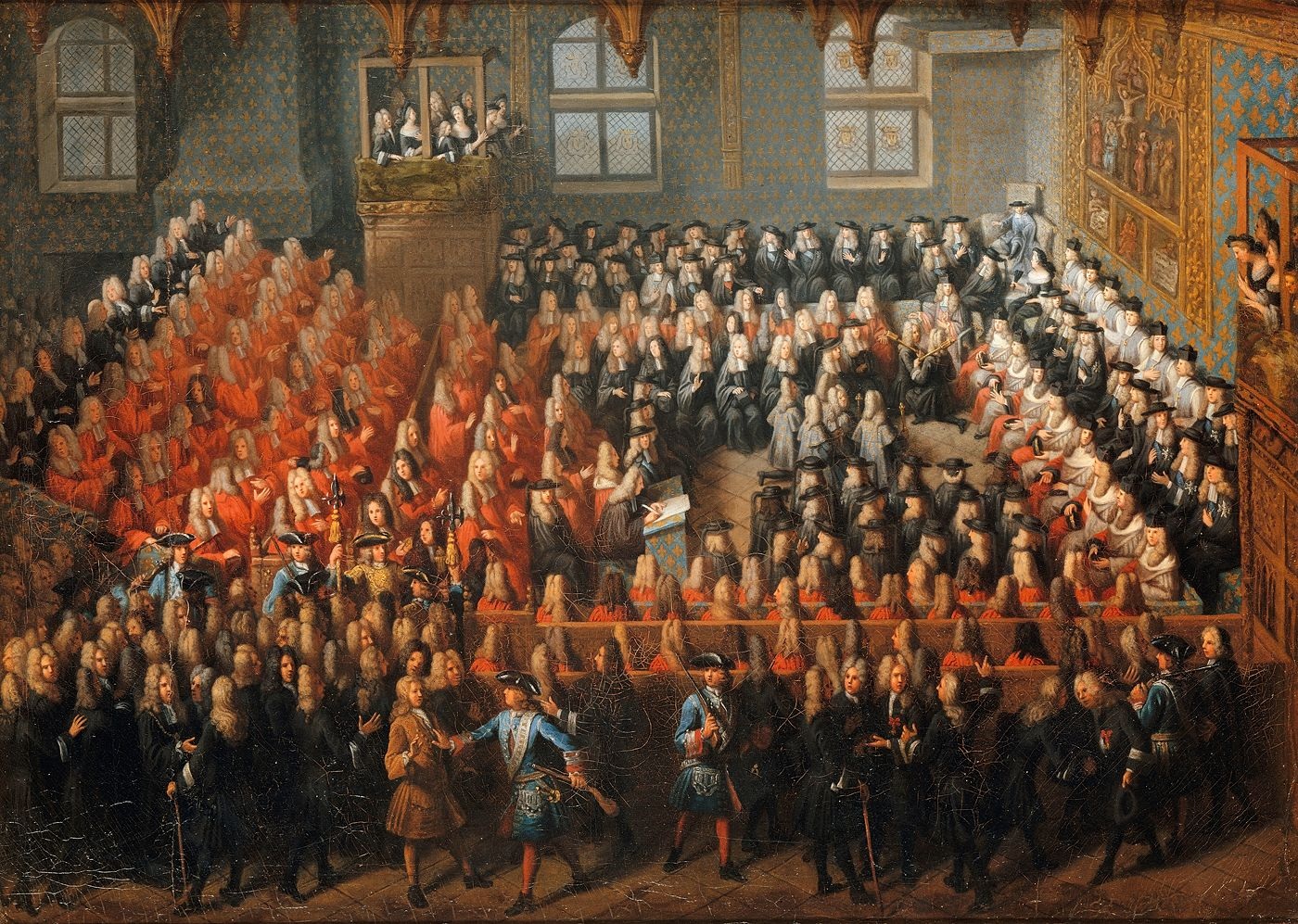
Lit de justice gehouden door de jonge koning Lodewijk XV in 1715

De procedure werd gebruikt om belangrijke handelingen te registreren, zoals het aanstellen van een regent of het meerderjarig verklaren van de koning. De vaste plaats was de Grand'Chambre van het Parlement van Parijs.
Vanaf de regering van koning Frans I werden lits de justice meer een demonstratie van specifiek koninklijke macht. Zo kwam hij terug op de afstand van Bourgondië in de Vrede van Madrid door de pairs te laten verklaren dat deze provincie onvervreemdbaar was. Dit kan worden gezien als de toetsing van een internationaal verdrag aan de fundamentele wetten van het koninkrijk. 
Naarmate het absolutisme oprukte, namen lits de justice de theatrale rol van de staten-generaal over. Meer en meer werden ze gebruikt om de soevereine wil van de koning op te leggen aan weerspannige magistraten. Aangezien de koning de bron van wetgeving en rechtspraak was, en het parlement slechts in zijn naam oordeelde, verloor het parlement onmiddellijk de hoedanigheid van rechter wanneer de koning persoonlijk verscheen. Het werd dan weer gewoon een adviesorgaan en registratiekamer, volgens het adagium Adveniente principe, cessat magistratus ("Als de vorst komt, houdt de magistratuur op"). In 1563 hield koning Karel IX een lit de justice om het Edict van Amboise door te drukken.
Een lit de justice kon voortaan plaatsvinden in elk parlement van het koninkrijk, waarbij de koning zich soms zelfs liet vertegenwoordigen door de gouverneur van de betreffende provincie. Toch bleef het zeker na koning Lodewijk XIII vooral een aangelegenheid van het Parlement van Parijs. Een onaangekondigde zitting werd une séance du roi et son parlement genoemd.
Weerstand tegen de registratie van belastingwetten leidde in 1648 tot de Fronde. Deze crisis werd bestreden door het remonstrantierecht af te schaffen (1667, 1673), wat op termijn ook het einde inhield van de lits de justice. Voor het regentschap over Lodewijk XV werd de plechtigheid in 1715 heringevoerd. Vlak voor de Franse Revolutie probeerde koning Lodewijk XVI in 1788 fiscale hervormingen met een lit de justice op te leggen. Het was meteen de laatste keer dat een dergelijke zitting plaatsvond.

## Ceremonieel
De gebruikelijke locatie voor een lit de justice was in de Grote Kamer van het Parlement van Parijs (Grand'Chambre). De koning deed zijn devoties in de Sainte-Chapelle en kwam het parlement binnen, vergezeld door de kanselier, de prinsen van den bloede, de hertogen en pairs, de kardinalen en de maarschalken. Hij nam plaats op de troon onder een baldakijn, die een vaste plaats had in de hoek. Na een korte inleiding gaf de koning het woord aan zijn kanselier met de vaste formule: "Mijn kanselier zal u de rest vertellen". Daarop las de kanselier de koninklijke verklaring voor.

## Voetnoten
1. ↑  Malina Stefanovska, "A Well-Staged 'Coup de Théâtre': The Royal 'Lit de Justice' of 1718" in: SubStance, themanummer Politics on Stage, 1996, p. 97. DOI:10.2307/3685332

- Gemeinsame Normdatei: 4060731-8
- Library of Congress Control Number: sh85077475
- Nationale Bibliotheek van Israël: 987007531502305171